# Krempl
Krempl je priimek več znanih Slovencev:
- Anton Krempl (1790—1844), duhovnik, zgodovinar, pesnik, pisatelj, narodni buditelj
- Bojan Krempl, nogometaš
- Marjan Krempl (*1955), atlet, tekač na dolge proge